# Novohryhorivka (Consejo de la aldea Berezivka)
Novohryhorivka  (ucraniano: Новогригорівка) es una localidad del Raión de Berezivka en el Óblast de Odesa de Ucrania. Según el censo de 2001, tiene una población de 119 habitantes.